# Кириенко, Василий Васильевич
Васи́лий Васи́льевич Кирие́нко (бел. Васіль Васілевіч Кірыенка; род. 28 июня 1981, Речица, Гомельская область, БССР) — белорусский профессиональный шоссейный велогонщик, выступающий за команду Sky Procycling. Чемпион мира в гонке с раздельным стартом (2015). Заслуженный мастер спорта Республики Беларусь (2011).

## Выступления
| 2002 - 1-й — Чемпионат Беларуси в индивидуальной гонке на время 2003 - Кубок мира на треке - 1-й Индивидуальная гонка - 3-й Командная гонка - Чемпионат Европы среди юниоров на треке - 3-й Индивидуальная гонка - 3-й Командная гонка 2004 - 3-й — Кубок мира на треке - 6-й — Президентский Тур Турции 2005 - 1-й — Чемпионат Беларуси в индивидуальной гонке на время - 1-й — Гонка за очки Кубок мира на треке (Манчестер) - 1-й — Coppa della Pace - 1-й — Giro del Casentino - 1-й на этапе 3 — Джиро дель Тоскана U-23 2006 - 1-й — Чемпионат Беларуси в индивидуальной гонке на время - Кубок мира на треке (Сидней) - 1-й Скрэтч - 3-й Гонка за очки - 2-й Скандинавская неделя - 1-й на 3 этапе - 2-й — Гонка за очки Кубок мира на треке (Москва) - 2-й — Scandinavian Open - 3-й — Чемпионат мира на треке — гонка за очки - 3-й — Гран-при Риги - 4-й — EOS Tallinn GP - 4-й — Szlakiem Walk Majora Hubala - 5-й — Пять колец Москвы - 8-й — Гонка Олимпийской солидарности - 1-й на этапе 6 2007 - 1-й на этапе 3 — Стер ЗЛМ Тур - 1-й на этапе 5 — Вуэльта Бургоса - 2-й — Этуаль де Бессеж - 2-й — Эйндховенская командная гонка с раздельным стартом | - 7-й — Тиррено — Адриатико - 8-й — Тур Австрии - 9-й — Гран-при Фурми - 9-й — Тур-дю-Вар 2008 - 1-й на этапе 1 (ТТТ) — Неделя Ломбардии - 1-й на этапе 19 — Джиро д’Италия - 2-й — Стер ЗЛМ Тур - 2-й — GP Citta di Camaiore - 7-й — Вуэльта Мурсии 2011 - 1-й — Рут-дю-Сюд - 1-й на этапе 20 — Джиро д’Италия - 2-й — Critérium International - 1-й — Очковая классификация - 9-й — Вуэльта Мурсии - 10-й — Тур Страны Басков - 1-й на этапе 2 2012 - 3-й — Чемпионат мира по шоссейным велогонкам - 6-й — Критериум Дофине 2013 - 3-й — Чемпионат мира по шоссейным велогонкам - 1-й на этапе 18 — Вуэльта Испании 2014 - 1-й на этапе 1b — Settimana Internazionale di Coppi e Bartali - 3-й — Тур Баварии 2015 - 1-й — Чемпионат мира по шоссейным велогонкам 2015 - 1-й — Чемпионат Беларуси в индивидуальной гонке на время - 1-й на этапе 14 (ITT) — Джиро д’Италия - 1-й — Баку 2015 - 1-й — Chrono des Nations |

## Выступления на Гранд-Турах
| Гранд-Тур       | 2008 | 2009 | 2010 | 2011 | 2012 | 2013 | 2014 | 2015 | 2016 | 2017 |
| --------------- | ---- | ---- | ---- | ---- | ---- | ---- | ---- | ---- | ---- | ---- |
| Джиро д’Италия  | 35   | 73   | 37   | 25   | —    | —    | —    | 84   | —    | 102  |
| Тур де Франс    | —    | —    | 60   | сход | 77   | сход | 86   | —    | 103  | 112  |
| Вуэльта Испании | 34   | 16   | —    | —    | —    | 73   | 110  | 83   | —    | —    |